# Canada (compañía)
Canada (estilizado como CANADA) es una productora española de contenido visual con sede en el distrito del Poblenou, en Barcelona, España, con subdivisiones en Londres y Los Ángeles. La empresa está especializada en la producción y dirección de vídeos musicales y anuncios televisivos. Muchos de sus trabajos incluyen videoclips de Katy Perry, Dua Lipa, Tame Impala y Rosalía, así como anuncios de televisión para Louis Vuitton, IKEA, Coca-Cola, Mercedes-Benz y Bimba y Lola, entre otros.
El año 2008, la compañía estaba formada por los directores Nicolás Méndez, Lope Serrano y Luis Cerveró. La empresa se estableció en la calle de los Almogávares de Barcelona, donde todavía tiene la sede central. El estilo que caracteriza la empresa se encuentra, estéticamente, entre una imagen glamurosa y el cine europeo más auténtico. Los principios de Canada se basan en una exploración constante, la investigación de la belleza y la verdad que resulta en una obra que va desde anuncios clásicos hasta promociones, películas de moda y colaboraciones artísticas para museos.

## Historia
El 2008, los directores Nicolás Méndez, Lope Serrano y Luis Cerveró, que trabajaban desde la misma perspectiva artística, decidieron unir fuerzas para mejorar y desarrollar su propia iniciativa centrada en el sector audiovisual, después de haber trabajado durante muchos años en diferentes empresas. La productora Alba Barneda forman la parte clave del colectivo "canadiense" desde su fundación. Los primeros dos años fueron difíciles de trabajar para la empresa debido a la crisis económica mundial del 2008, pero sobre todo por la crisis financiera española que duró casi seis años a partir del 2008. Las cosas para la compañía empezaron a mejorar cuando produjeron el videoclip de la canción de El Guincho "Bombay" en 2010, que se hizo viral a Vimeo y fue nombrado el mejor videoclip del año por Rockdelux. Este aumento meteórico de popularidad ofreció a la compañía muchos conciertos en el Reino Unido, donde trabajaron para grupos musicales como Scissor Sisters, The Vaccines o Battles.
Después de unos años representado por la productora Partizan, el grupo decidió cambiar de socio, intentando de este modo acercarse al sector productivo. Antes de abrirse a Los Ángeles, desde diciembre del 2012 hasta junio del 2020 la empresa estaba representada en los Estados Unidos por Roman Coppola, el fundador y propietario de The Directores Bureau.
A finales de 2013, por las desavenencias con los otros dos socios de Canada en cuanto al modelo de negocio y a la filosofía de la compañía así como por la necesidad de apartarse de la presión excesiva y el ritmo frenético de trabajo, Luis Cerveró sale de la productora.
A mediados de la década de 2010, la compañía apostó por nuevos artistas locales como Bad Gyal, C. Tangana o Rosalía. Después de que la última lanzara el sencillo "Malamente" en mayo del 2018, su videoclip dirigido por Canada recibió una aclamación universal hasta el punto que fue nominado al Latin Grammy Award al Mejor Vídeo Musical de Formato Corto y fue nombrado Vídeo del año por Pitchfork. La compañía creció exponencialmente, dirigiendo a finales de la década y a principios de la siguiente vídeos musicales para artistas de renombre internacional, desde Travis Scott hasta Dua Lipa. Canada también fue responsable de la campaña Louis Vuitton y Multiópticas del 2020, así como del spot de los Premios Gaudí 2020.

## Artistas asociados

### Fotógrafos/as[10]
- Adriana Roslin.
- Alexandra Cepeda.
- Cecilia Duarte.
- Celina Martins.
- Dani Pujalte.
- Lou Escobar.
- Manu Fauque.
- Mar Ordonez.
- Pau Carreté
- STILLZ.
- Tom Kneller

### Directores/as[11]
- Alex Gargot.
- Andreas Nilsson.
- Bàrbara Farré.
- Lope Serrano aka CANADA.
- Nicolás Mendez aka CANADA.
- ESTEBAN.
- Gerson.
- Joe Howat.
- Kate Halpin.
- Lou Escobar.
- Luo Jian.
- Mashie.
- Marçal Forés.
- Marc Oller.
- Miguel Campaña.
- Nicolina Knapp.
- Nur Casadevall.
- Pau Carreté.
- Pedro Martín-Calero.
- Pensacola.
- Réalité.
- Roger Guàrdia.
- Ryan Doubiago.
- Sheila Johannson.
- STILLZ.
- Stuart Mcintyre.
- Tino.
- Truman & Cooper.

## Obra
| Año              | Canción                           | Artista                         | Director               |
| Vídeos musicales | Vídeos musicales                  | Vídeos musicales                | Vídeos musicales       |
| ---------------- | --------------------------------- | ------------------------------- | ---------------------- |
| 2010             | "Bombay"                          | El Guincho                      | Canada                 |
| 2010             | "Invisible Light"                 | Scissor Sisters                 | Canada                 |
| 2010             | "What You Know"                   | Two Door Cinema Club            | Canada                 |
| 2011             | "All in White"                    | The Vaccines                    | Canada                 |
| 2013             | "Ardiente Figura"                 | Extraperlo                      | Roger Guàrdia          |
| 2013             | "Can't Stop Now"                  | The Aston Shuffle               | Penascola              |
| 2013             | "Desfachatez"                     | Fangoria                        | Marçal Forés           |
| 2013             | "Destitute Time"                  | Delorean                        | Roger Guàrdia          |
| 2013             | "Fases"                           | Mates Mates                     | Roger Guàrdia          |
| 2013             | "Fieras"                          | Extraperlo                      | Roger Guàrdia          |
| 2013             | "Fina Vanidad"                    | Extraperlo                      | Roger Guàrdia          |
| 2013             | "Heat"                            | Furguson                        | Roger Guàrdia          |
| 2013             | "Meteoritos en Hawai"             | Papa Topo                       | Roger Guàrdia          |
| 2013             | "Resplandor"                      | Extraperlo                      | Roger Guàrdia          |
| 2013             | "Sangre en los Zapatos"           | Papa Topo                       | Roger Guàrdia          |
| 2013             | "The Big Shift"                   | Maia Vidal                      | Pablo Maestres         |
| 2013             | "Trying To Be Cool"               | Phoenix                         | Canada                 |
| 2013             | "You Should Know"                 | Breakbot                        | Canada                 |
| 2014             | "Antes O Después"                 | Fangoria                        | Virgilii Jubero        |
| 2014             | "Galaxy Gun"                      | Sleepy Sun                      | Gerson Aguerri         |
| 2014             | "Gardenias"                       | Elsa De Alfonso Y Los Prestigio | Marçal Forés           |
| 2014             | "L'Ós"                            | La Yaya                         | Marc Oller             |
| 2014             | "Me Gusta Que Me Pegues"          | Los Punsetes                    | Canada                 |
| 2014             | "Move With You"                   | Jacob Bancs                     | Canada                 |
| 2014             | "Stay Awhile"                     | She & Him                       | Canada                 |
| 2015             | "Body Talk"                       | Foxes                           | Virgili Jubero         |
| 2015             | "Come Home Baby"                  | The Charlatans                  | Darío Peña             |
| 2015             | "Davey Crockett / All My Loving"  | The Parrots, Hinds              | Darío Peña             |
| 2015             | "Garden"                          | Hinds                           | Darío Peña             |
| 2015             | "Handsome"                        | The Vaccines                    | Gerson Aguerri         |
| 2015             | "La Tejedora"                     | Christina Rosenvinge            | Darío Peña             |
| 2015             | "Make You Mine"                   | Family of the Year              | Marc Oller             |
| 2015             | "The Less I Know the Better"      | Tame Impala                     | Laia Manzanares        |
| 2015             | "The Yabba"                       | Battles                         | Roger Guàrdia          |
| 2015             | "Till I Found You"                | Josef Salvat                    | Darío Peña             |
| 2015             | "Tu Casa Nueva"                   | El Último Vecino                | Gerson Aguerri         |
| 2015             | "Your Brain Is Made Of Candy"     | Mourn                           | Roger Guàrdia          |
| 2016             | "Antes de Morirme"                | C. Tangana, Rosalía             | Manson                 |
| 2016             | "Comix"                           | El Guincho                      | Roger Guàrdia          |
| 2016             | "Geometría Polisentimental"       | Fangoria                        | Roger Guàrdia          |
| 2016             | "Irrational Friend"               | Mourn                           | Roger Guàrdia          |
| 2016             | "Siempre"                         | Agorazein                       | Manson                 |
| 2016             | "Singular"                        | Anna Bonny                      | Chloe Wallace          |
| 2016             | "Itch"                            | Nothing But Thieves             | Darío Peña             |
| 2016             | "Warts"                           | Hinds                           | Darío Peña             |
| 2016             | "What's It Gonna Be?"             | Shura                           | Darío Peña             |
| 2017             | "Aquí Y Ahora"                    | Hidrogenesse                    | Darío Peña             |
| 2017             | "Chill Aquí"                      | Extraperlo                      | Manson                 |
| 2017             | "Up All Night"                    | Beck                            | Canada                 |
| 2017             | "Química (Dance With Me)"         | Bomba Estéreo                   | Canada                 |
| 2017             | "De Plata"                        | Rosalía                         | Manson                 |
| 2017             | "Don't Matter Now"                | George Ezra                     | Marc Oller             |
| 2017             | "Hula Hoop 8000"                  | Monarchy                        | Virgili Jubero         |
| 2017             | "Faithless"                       | Flyte                           | Canada                 |
| 2017             | "Mala Mujer"                      | C. Tangana                      | Manson                 |
| 2017             | "Me Voy"                          | Ibeyi, Mala Rodríguez           | Manson                 |
| 2017             | "Nicest Cocky"                    | Bad Gyal                        | Roger Guàrdia          |
| 2017             | "Persiguiéndonos"                 | C. Tangana                      | Manson                 |
| 2017             | "Telephone"                       | The Zephyr Bones                | Roger Guàrdia          |
| 2018             | "Candela"                         | Bad Gyal                        | Manson                 |
| 2018             | "Cry Bird"                        | Tennyson                        | Darío Peña             |
| 2018             | "Dazed By The Desert"             | Zeeland                         | Femke Huurdeman        |
| 2018             | "L.A."                            | Mujeres                         | Marc Oller             |
| 2018             | "Malamente"                       | Rosalía                         | Canada                 |
| 2018             | "No Chance"                       | Jarami                          | Canada                 |
| 2018             | "Pienso en Tú Mirá"               | Rosalía                         | Canada                 |
| 2018             | "Saturn Is Not That Far Away"     | Stella McCartney Kids           | Roger Guàrdia          |
| 2018             | "Wrong Turn"                      | Blanche                         | Nur Casadevall         |
| 2018             | "Yo Sigo Iual"                    | Bad Gyal                        | Cyprien Clément-Delmas |
| 2019             | "Crowns"                          | North State                     | Nur Casadevall         |
| 2019             | "Deal Wiv It"                     | Mura Masa                       | Yoni Lappin            |
| 2019             | "Exits"                           | Foals                           | Albert Moya            |
| 2019             | "Harleys in Hawai"                | Katy Perry                      | Manson                 |
| 2019             | "Me Quedo"                        | Aitana, Lola Índigo             | Réalité                |
| 2019             | "No Hope Generation"              | Mura Masa                       | Yoni Lappin            |
| 2019             | "No Te Debí Besar"                | C. Tangana, Paloma Mami         | ROGELIO                |
| 2019             | "Religion"                        | Shura                           | Chloe Wallace          |
| 2019             | "Toutes las Màquines Ont Un Cœur" | Maëlle                          | Nur Casadevall         |
| 2019             | "Zorra"                           | Bad Gyal                        | Manson                 |
| 2020             | "Aprendiendo el Sexo"             | Bad Gyal                        | Alba Farelo            |
| 2020             | "Limitless"                       | Sudan Archives                  | Femke Huurdeman        |
| 2020             | "Physical"                        | Dua Lipa                        | Canada                 |
| 2020             | "Stay"                            | Dora                            | Marc Oller             |
| 2020             | "TKN"                             | Rosalía, Travis Scott           | Nicolás Méndez         |
| 2021             | "Mirror"                          | Sigrid                          | Femke Huurdeman        |

### Reconocimientos
| Año  | Proyecto            | Artista               | Institución                 | Reconocimiento                         | Resultado |
| ---- | ------------------- | --------------------- | --------------------------- | -------------------------------------- | --------- |
| 2010 | "Bombay"            | El Guincho            | Rockdelux                   | Vídeo Musical del Año                  | Ganador   |
| 2017 | "Mala Mujer"        | C. Tangana            | Los40 Music Awards          | Mejor Vídeo Nacional del Año           | Nominado  |
| 2018 | "Up All Night"      | Beck                  | The Recording Academy       | Mejor Vídeo Musical                    | Nominado  |
| 2018 | "Pienso en tú Mirá" | Rosalía               | UK Music Video Awards       | Mejor Vídeo de Pop - Internacional     | Nominado  |
| 2018 | "Malamente"         | Rosalía               | The Latin Recording Academy | Mejor Vídeo Musical de Formato Corto   | Nominado  |
| 2018 | "Malamente"         | Rosalía               | Rober Awards Music Prize    | Mejor Vídeo Promocional                | Nominado  |
| 2018 | "Malamente"         | Rosalía               | UK Music Video Awards       | Mejor Diseño de Producción en un Vídeo | Nominado  |
| 2018 | "Malamente"         | Rosalía               | UK Music Video Awards       | Mejor Vídeo de Pop - Internacional     | Ganador   |
| 2018 | "Malamente"         | Rosalía               | Pitchfork                   | Vídeo Musical del Año                  | Ganador   |
| 2019 | "Malamente"         | Rosalía               | Design and Art Direction    | Mejor Dirección                        | Ganador   |
| 2019 | "Malamente"         | Rosalía               | Design and Art Direction    | Mejor Vídeo Musical                    | Ganador   |
| 2019 | "Malamente"         | Rosalía               | Premios Lo Nuestro          | Vídeo del Año                          | Nominado  |
| 2019 | "Pienso en tú Mirá" | Rosalía               | MTV Millennial Awards       | Vídeo del Año                          | Nominado  |
| 2019 | "Me Quedo"          | Aitana, Lola Índigo   | Los40 Music Awards          | Mejor Vídeo Nacional del Año           | Nominado  |
| 2020 | "Malamente"         | Rosalía               | Premios Odeón               | Mejor Vídeo Musical                    | Nominado  |
| 2020 | "Harleys in Hawai"  | Katy Perry            | MTV Video Music Awards      | Mejor Cinematografía                   | Nominado  |
| 2020 | "Physical"          | Dua Lipa              | MTV Video Music Awards      | Mejor Dirección de Arte                | Nominado  |
| 2020 | "Physical"          | Dua Lipa              | MTV Video Music Awards      | Mejores Efectos Visuales               | Ganador   |
| 2020 | "TKN"               | Rosalía, Travis Scott | Latin Grammy Awards         | Mejor Vídeo Musical de Formato Corto   | Ganador   |
| 2020 | "TKN"               | Rosalía, Travis Scott | UK Music Video Awards       | Mejor Vídeo de Pop - Internacional     | Nominado  |
| 2020 | "TKN"               | Rosalía, Travis Scott | Los40 Music Awards          | Mejor Vídeo de Música latina           | Pendiente |
| 2021 | "Love Again"        | Dua Lipa              | Los Premios BAMV Fest       | Video del Año                          | Ganador   |